# Mas de Manent
El Mas de Manent és una masia de la Secuita (Tarragonès) inclosa a l'Inventari del Patrimoni Arquitectònic de Catalunya. Mas format de diversos cossos adossats l'un a l'altre seguint l'eix horitzontal del cos central. Aquest, de porta adovellada, és de planta, pis i golfes; a la dreta hi ha un cos allargat, només amb planta i golfes; ambdós tenen coberta a dos vessants, paral·lela a la façana.
Hi ha altres construccions afegides com a dependències agrícoles. Hi ha una a la dreta, amb teulada a dos vessants, perpendicular a la façana, que és de construcció recent.
L'obra és feta de paredat i en alguns sectors està arrebossada. Els cossos de la dreta són de totxo arrebossats i els de l'esquerra de pedra. Les llindes de les finestres del pis i de les golfes són de fusta, tret d'una, de pedra, a l'obertura esquerra de les golfes. A la porta s'hi pot veure la data 1749 i a la part superior dreta de l'arrebossat de la façana central, s'hi endevina la data 1779. Sembla que en una reforma posterior la teulada fou aixecada, de manera que al ràfec de maons i teules amb decoració geomètrica blanca i vermella (del segle xviii), hom hi superposà una tortugada.